# Nikola Peković (Volleyballspieler)
Nikola Peković (* 6. März 1990 in Požarevac, SFR Jugoslawien) ist ein serbischer Volleyballspieler.

## Karriere
Peković ist der Sohn eines Volleyballspielers und fing in der Grundschule Dositej Obradović selbst mit dieser Sportart an. Als Achtjähriger kam er zu Mladi Radnik Požarevac, wo er 2004 seine professionelle Karriere begann. 2014 wechselte er zu OK Vojvodina Novi Sad. Mit dem Verein wurde er einmal serbischer Meister und einmal Pokalsieger. Außerdem gewann der Verein 2015 mit Peković den Challenge Cup. Ab 2018 spielte der Libero bei OK Partizan Belgrad. 2019 gab er sein Debüt in der serbischen Nationalmannschaft und wurde im selben Jahr mit dem Team Europameister. In der Saison 2020/21 spielte Peković in Rumänien bei SCM Zalău. Danach kehrte er nach Serbien zurück und war bei OK Ribnica Kraljevo aktiv, u. a. im CEV-Pokal. Im Januar 2022 wurde Peković nachträglich vom deutschen Bundesligisten VfB Friedrichshafen verpflichtet. Mit dem Verein gewann er den DVV-Pokal 2021/22 und wurde im Playoff-Finale der Bundesliga deutscher Vizemeister. Mit der Nationalmannschaft kam er bei der Weltmeisterschaft 2022 ins Achtelfinale. Auch in der Saison 2022/23 spielt Peković für Friedrichshafen.